# 奥布河畔朗蒂
奧布河畔朗蒂（法語：Lanty-sur-Aube，法語發音：[lɑ̃ti syʁ ob]）是法国上马恩省的一个市镇，属于肖蒙区。

## 地理
奥布河畔朗蒂（48°1'27"N, 4°46'13"E）面积22.42 平方千米，位于法国大東部大區上马恩省，该省份为法国东北部内陆省份，北起马恩省和默兹省，西接奥布省，西南接科多尔省，东南接上索恩省，东临孚日省。
与奥布河畔朗蒂接壤的市镇（或旧市镇、城区）包括：坎凡、热夫罗勒、里耶勒莱索、丹特维尔、拉特勒塞-奥布河畔奥尔穆瓦、锡尔瓦鲁夫尔、阿祖瓦地区维拉尔。

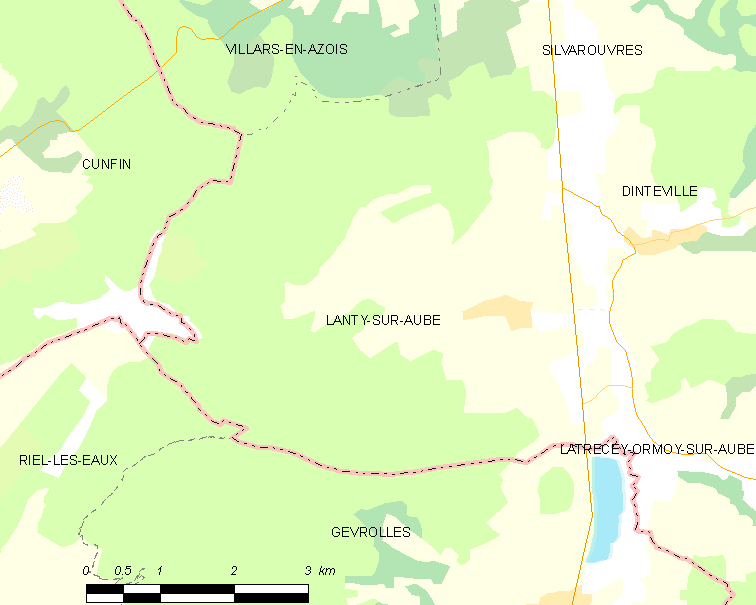
奥布河畔朗蒂的OSM定位图

奥布河畔朗蒂的时区为UTC+01:00、UTC+02:00（夏令时）。

## 行政
奥布河畔朗蒂的邮政编码为52120，INSEE市镇编码为52272。

## 政治
奥布河畔朗蒂所属的省级选区为沙托维兰县。

## 人口

1962-2008年间奥布河畔朗蒂人口变化图示

奥布河畔朗蒂于2022年1月1日时的人口数量为114人。